# Роки 5
Роки 5 (енгл. Rocky V) је филм из 1990. и пети по реду од осам филмова о боксеру Рокију Балбои, којег игра Силвестер Сталоне, у режији Џона Џ. Авилдсена.

## Радња
Након тешко извојеване победе над совјетским боксером Иваном Драгом у Москви, Роки доживљава физичке компликације од меча. Роки, његова жена Адријан, зет Поли и тренер Тони „Дјук“ Еверс, врате се кући у Сједињене Државе, где их дочека Рокијев син Роберт. На конференцији за штампу боксерски промотер Џорџ Вошингтон Дјук покуша да наговори Рокија на меч са својим протежеом, Јунионом Кејном, актуелним првим изазивачем, али Роки одбије ту понуду као трагикомичну. Дјук, међутим, одбија да дигне руке од огромне зараде коју би остварио на мечу против Рокија и тражи све могуће начине да га наведе на прихватање меча, не презајући чак ни од приватног ухођења породице Балбоа.
Након повратка кући открива се да је Роки у незнању, а на Полијево инсистирање, потписао бланко пуномоћје свом рачуновођи, који је спискао сав његов новац на пропале послове са некретнинама. Да ствар буде још гора, открива се и да рачуновођа није плаћао порезе током протеклих шест година, док је вила породице Балбоа и даље под хипотеком за још 400.000 долара. Ово потврди и његов адвокат, али саопшти да је то решиво уз још пар мечева. Да би избегао банкрот, Роки одлучи да прихвати меч против Кејна. Међутим, Адријан инсистира на претходном лекарском прегледу, на којем је установљено да је претрпео трајно оштећење мозга. Адријан га убеђује да се повуче, што он невољно прихвати.
Након принудне распродаје имања, Роки се са породицом врати у свој стари крај. Адријан се врати свом старом послу у продавници кућних љубимаца, а Роки почне да ради као боксерски тренер у старој фискултурној сали свог покојног тренера, Микија Голдмила, који је завештао салу Рокијевом сину одмах по његовом рођењу.
Једног дана Роки и Поли сретну младог и успеха гладног боксера из Оклахоме по имену Томи Ган, а Роки га узме за свог протежеа, обезбедивши му смештај у синовљевој соби. Роки поново налази себе у тренирању младог боксера за шампионску титулу и док се Томи вртоглаво успиње на лествици, Роки је толико усредсређен на посао да је запоставио свог сина Роберта, који у новој школи трпи вршњачко насиље. За то време Поли на своју руку тренира Роберта у истој сали, а након што у вршњачкој тучи у школском дворишту савлада банду која га је кињила, Роберт упадне у лоше друштво, дистанцирајући се од својих родитеља.
Пошто се Роки службено повукао из ринга непоражен, упражњена шампионска титула аутоматски припадне првом изазивачу, Јуниону Кејну, због чега га штампа и стручна јавност називају „папирним шампионом“, прогонећи га Рокијевом легендом. За то време Томи ниже победу за победом, да би коначно избио на сам врх листе изазивача. До титуле светског тешкашког шампиона дели га још само меч са Јунионом Кејном. Још увек желећи да послује са Рокијем, Кејнов промотер, Џорџ Вошингтон Дјук, понуди се Томију у истој улози, обасипајући га луксузом и убеђујући га да му је он једини пут до шампионске титуле, док би му Роки и даље остао главни тренер.
На Бадње вече Дјук посети кућу Балбоиних са Томијем да би објаснио нови сценарио, од којег би сви профитирали. Роки, међутим, одбије било какву сарадњу са Дјуком, сматрајући то прљавим послом, док се наивни Томи определи за Дјука и оде с њим. Адријан покуша да утеши Рокија како Томи никада није имао његово срце и дух - нешто што се не да научити. Након тога Роки прионе да се изнова зближи са својим сином Робертом.
Након меча са Кејном, Томи постаје светски шампион у тешкој категорији, нокаутиравши Кејна већ у првој рунди, чиме се више него јасно потврде новинарске инсинуације о Кејну као „папирном шампиону“, који је на врх листе изазивача доспео борећи се у намештеним мечевима, док је Роки, ма колико му било мило због свог бившег протежеа, неупоредиво задовољнији што се показало да је био у праву кад је одбио било какву пословну сарадњу са Дјуком. Током свог победничког обраћања, Томи се захвали искључиво Дјуку, обасипајући га хвалоспевима и приписујући му све заслуге за свој успех, док Рокија уопште не помене, на шта публика одреагује громогласним скандирањем Рокијевог имена.
На конференцији за штампу, приређеној после меча, новинари вербално прогоне Томија, инсистирајући да је Кејн био само „папирни шампион“, јер титулу није освојио од Рокија, као и да је сада више него очигледно да је и претходно до врха листе изазивача доспео борећи се у намештаљкама. Дјук убеди Томија да му је једини начин да стекне углед у јавности да јавно изазове Рокија на меч, јер ће у супротном бити прогоњен његовом легендом до краја своје боксерске каријере.
Томи и Дјук, праћени уживо ТВ камером, појаве се испред филаделфијског бара у којем је Роки седео са Полијем, а Томи га јавно изазове на меч, али Роки још једанпут покуша да га уразуми да су Дјукови послови прљави, на шта Томи прибегне увредама, називајући га кукавицом. Након што се Поли умеша у расправу, Томи га песницом обори на под, на шта Роки прихвати изазов, рекавши да је „његов ринг напољу“.
Упркос Дјуковом инсистирању да се меч одржи искључиво у рингу, Томи ступи у уличну тучу са Рокијем, из које Роки изађе као победник, док Томија одведе полиција. Дјук и даље покушава да се додвори Рокију, али када Роки, са љутитим изразом лица, крене ка њему, Дјук му запрети тужбом уколико га Роки само пипне, на шта га Роки, након краћег оклевања, једним ударцем у стомак баци на хаубу његовог аутомобила, пркосно му одговоривши: "За шта ћеш ме тужити?"
Следећег јутра Роки са сином посети Музеј уметности Филаделфије и поклони му манжетну Рокија Марчана, коју му је својевремено поклонио покојни тренер Мики Голдмил. Филм се завршава кадром споменика Рокију испред музејске зграде, који је град својевремено подигао у његову част.

## Улоге
- Силвестер Сталоне: Роки Балбоа
- Талија Шајер: Адријана „Адријан“ Пенино Балбоа
- Берт Јанг: Поли Пенино
- Сејџ Сталоне: Роберт „Роки“ Балбоа млађи
- Тони Бертон: Тони „Дјук“ Еверс
- Томи Морисон: Томи „Митраљез“ Ган
- Ричард Гант: Џорџ Вошингтон Дјук

## Зарада
- Зарада у САД - 40.946.358 $
- Зарада у иностранству - 79.000.000 $
- Зарада у свету - 119.946.358 $

## Занимљивост
- Син Силвестера Сталонеа, Сејџ Сталоне је као петнаестогодишњак за улогу у овом филму добио награду Млади глумац 1991. године.[3]